# Mieczysław Lurczyński
Mieczysław Lurczyński (ur. 14 grudnia 1907 w Petersburgu, zm. 1992 w Paryżu) – polski pisarz, poeta i malarz tworzący po 1945 na emigracji.

## Życiorys
Urodził się 14 grudnia 1907 w Petersburgu, w rodzinie Władysława i Zofii z Grabowskich. Ukończył gimnazjum w Warszawie. Studiował w Szkole Nauk Politycznych i szkole malarskiej Blanki Mercère. Absolwent Akademii Sztuk Pięknych w Warszawie. Jako pisarz debiutował w 1936, publikując w piśmie „Kamena”. Pisał poezje. W 1937 wydał cykl wierszy pt. „Judasz”, a w 1938 „Pieśni buntownicze”. W latach 1930–1939 jego obrazy były wystawiane w wielu polskich galeriach, między innymi w warszawskiej Zachęcie (1934, 1937) i Polskim Towarzystwie Artystycznym.
Po wybuchu działań wojennych wstąpił do ZWZ, a następnie do Armii Krajowej, ps. Jan Kozłowski. W 1943 został aresztowany przez Gestapo i osadzony na warszawskim Pawiaku, a następnie wysłany transportem do Majdanka, gdzie został wcielony do komanda roboczego. Następnie został przeniesiony do obozu w Buchenwaldzie. W marcu 1945 podczas ewakuacji obozu uciekł z wagonu i dotarł do Hanoweru.
Po 1945 pozostał na emigracji, osiedlił się w Hanowerze, gdzie współtworzył Wydawnictwo Związku Wychodźstwa Przymusowego. Przebywając w Niemczech dużo tworzył, tam powstały dramaty „Janka” (1945) i „Stara Gwardia” (1946) oraz dwa tomiki wierszy „Dom pod wysokim księżycem” i „Łuski syreny”. Za namową przyjaciela malarza Stanisława Eleszkiewicza w 1949 przeniósł się do Paryża, gdzie mieszkał i tworzył do śmierci. Został członkiem „Societe Historique et Litteraire” oraz „Societe des Artistes Independants”. Podróżował do Algierii, Maroka i Hiszpanii, skąd czerpał wenę do tworzenia obrazów, które charakteryzowały się wyraźnymi konturami i czystą barwą, co upodabnia je do witraży.